# Хонда Котаро
Хонда Котаро (яп. 本多 光太郎, 23 березня 1870, Окадзакі, префектура Айті — 12 лютого 1954, Токіо) — японський фізик, металург і винахідник. Основні дослідження в області магнетизму, фізики металів і сплавів. Винайшов кілька марок сталей, зокрема сталь КС і дав метод її одержання (1917). 7-й президент Тохокуського університету (у 1934—1940 роках), у 1919—1933 і 1944—1947 роках — директор Інституту сталі.

## Біографія
Хонда народився у 1870 році в містечку Яхагі (частина сучасного Окадзакі) префектури Айті. У 1897 році закінчив Токійський імператорський університет. Одним з його викладачів був відомий японський фізик Хантаро Нагаока. З 1901 року Хонда був лектором. У 1907—1911 роках вдосконалював знання у Геттінгені і Берліні. У 1911—1933 роках — професор і у 1934—1940 роках президент університету в Тохоку. У 1919—1933 і 1944—1947 роках займав посаду директора Інституту сталі. У 1940 році брав участь у заснуванні Технологічного інституту в Тіба (千葉工業大学). Він був першим президентом Токійського університету науки з 1949 року.

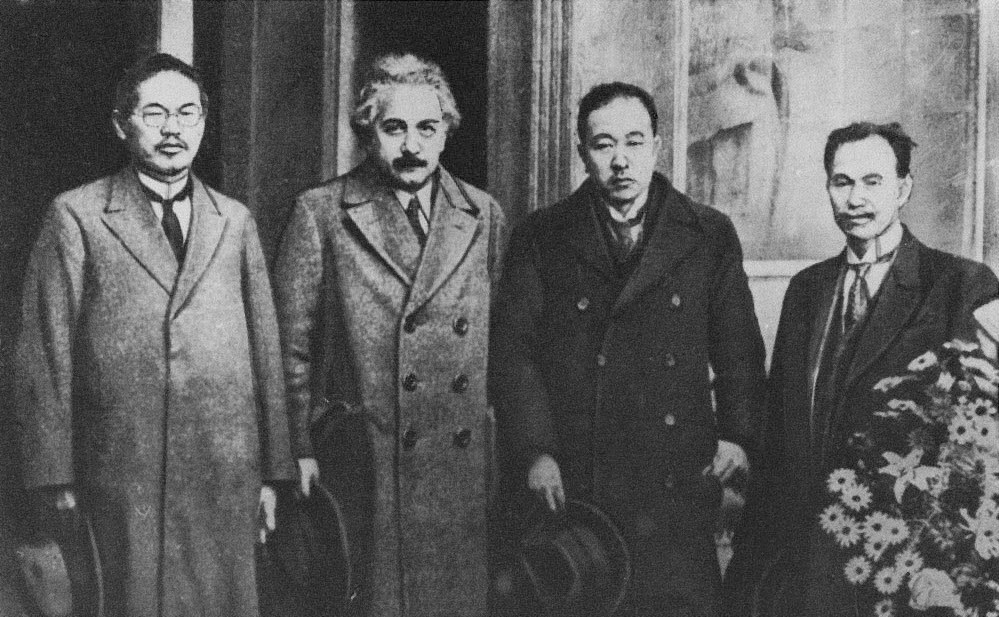
Хонда Катаро (ліворуч), Альберт Ейнштейн та інші японські вчені під час візиту А. Енштейна до університета в Тохоку у 1922 році.

Він завжди цікавився магнетизмом, і вже будучи професором в Університеті Тохоку винайшов сплав сталі з кобальтом, що мав підвищені магнітні властивості. Сплав дістав назви «сталь KS», оскільки це були ініціали Сумітомо Кітідзаемона, голови родини Сумітомо і дзайбацу Сумітомо, який щедро пожертвував кошти на дослідження. У 1918 році компанія Sumitomo Steel Casting успішно виробляла сталь KS у комерційних цілях. Ця сталь, хоча й дуже дорога, була надзвичайно передовою, і широко експортувалася до Європи та Сполучених Штатів. :103 Про свій винахід Хонда Котаро пізніше писав :103
|  | Структура сплаву (кобальтової сталі) була фактично створена в моїй голові. Вона не була створена в результаті просто щасливого випадку чи ненароком. Японським дослідникам варто було б повчитися на моєму прикладі. |

Хонда помер в 1954 році в Токіо. Похований в Окадзакі.
18 квітня 1985 року Японське патентне бюро обрало його одним з десяти великих японських винахідників.

## Нагороди
У 1932 році Хонда був номінований на Нобелівську премію з фізики. Він був одним з перших нагороджений Орденом культури, коли той був заснований в 1937 році. Хонда також був в 1931 році нагороджений медаллю Елліотта Крессона Інституту Франкліна і в 1951 році став Людиною культурних заслуг. Посмертно нагороджений Орденом Вранішнього Сонця 1-го класу.